# Staningersdorf
Staningersdorf (früher auch Staningsdorf) ist eine Ortschaft und eine Katastralgemeinde der Gemeinde Pernegg im Bezirk Horn in Niederösterreich.

## Geschichte
Laut Adressbuch von Österreich waren im Jahr 1938 in der Ortsgemeinde Staningersdorf ein Binder, ein Gastwirt, ein Gemischtwarenhändler, eine Milchgenossenschaft, ein Schmied und einige Landwirte ansässig.

## Siedlungsentwicklung
Zum Jahreswechsel 1979/1980 befanden sich in der Katastralgemeinde Staningersdorf insgesamt 39 Bauflächen mit 16.240 m² und 45 Gärten auf 37.926 m², 1989/1990 gab es 39 Bauflächen. 1999/2000 war die Zahl der Bauflächen auf 57 angewachsen und 2009/2010 bestanden 51 Gebäude auf 116 Bauflächen.

## Bodennutzung
Die Katastralgemeinde ist landwirtschaftlich geprägt. 184 Hektar wurden zum Jahreswechsel 1979/1980 landwirtschaftlich genutzt und 366 Hektar waren forstwirtschaftlich geführte Waldflächen. 1999/2000 wurde auf 188 Hektar Landwirtschaft betrieben und 363 Hektar waren als forstwirtschaftlich genutzte Flächen ausgewiesen. Ende 2018 waren 180 Hektar als landwirtschaftliche Flächen genutzt und Forstwirtschaft wurde auf 365 Hektar betrieben. Die durchschnittliche Bodenklimazahl von Staningersdorf beträgt 29,9 (Stand 2010).